# Håvard Nielsen
Håvard Nielsen (Oslo, 15 de julho de 1993) é um futebolista norueguês que atua como centroavante. Atualmente joga pelo Hannover 96.

## Carreira
Håvard Nielsen começou a carreira no Vålerenga. 